# Cyprichromis leptosoma
Cyprichromis leptosoma là một loài cá trong họ Cichlidae. Nó là loài đặc hữu của Zambia. Môi trường sống tự nhiên của chúng là Lake Tanganyika.

## Related links
http://www.jerseyshoreas.org/files/library/CyprichromisLeptosoma.pdf Lưu trữ ngày 26 tháng 7 năm 2011 tại Wayback Machine